# Zoe Moruzi

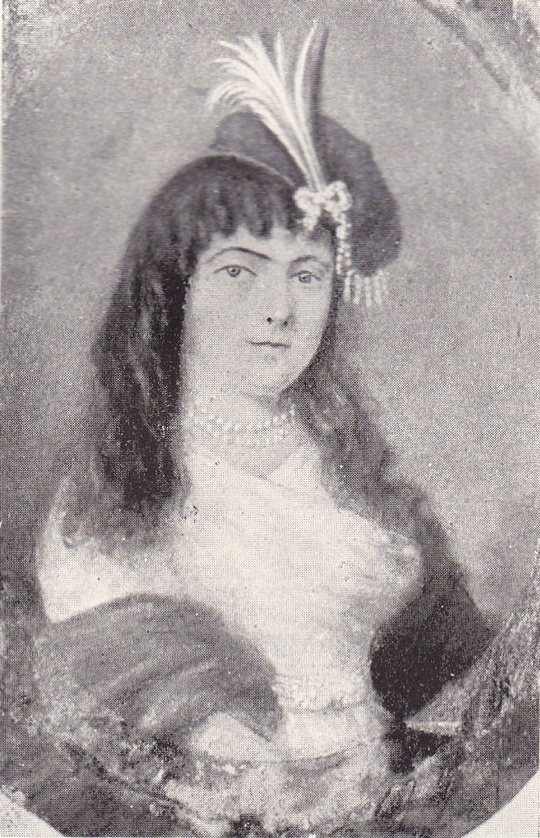
Doamna Zoe Moruzi

Zoe Moruzi (n. 1760/61 – d. 1821) a fost doamna Moldovei și a Țării Românești ca soție a domnului Alexandru Moruzi.

## Biografie

### Copilăria
A fost fiica lui Lascarache Rosetti și ai Ileanei Dimachi. Ea a mai avut un frate, Răducanu. În copilărie, ea și fratele ei au fost răpiți de țigani, care i-au vândut unui negustor, care la rândul său i-a vândut părinților lor. În 1775, tatăl ei moare, iar ea cu fratele ei rămân orfani. Ei ar fi trebuit să fiu adoptați de unchiul lor, Nicolae Rosetti, dar soția sa, Ecaterina Costachi, nu a vrut să audă de ea fiindcă Zoe era „mică și proastă”. În schimb, a fost dusă la celălalt unchi, Manolache Dimache, al cărui soție Bălașa Rosetti Roznoveanu, i-a îngrijit și educat.

### Căsătoria
Ea a fost luată în grija doamnei Smaranda Moruzi, soția lui Constantin Moruzi, care căuta să aibă grijă de fetele de boieri sărace și să le caute soț. Alexandru, fiul Smarandei, a pus ochii pe Zoe, căsătorindu-se cu ea în 1779 la curtea din Iași. Ei au avut 11 copii: Rallou (1782-1831), Smaragda (1784-1848), Elena (1785-?), Marele Dragoman al sublimei porți, Constantin (1786-1821), Mărioara (1786-?), Georges (?-?), Alexandru (1787-?), Marele Dragoman ai Flotei, Nicolae (d.1821), Dimitrie (1788-1843), Ecaterina (1789-?) și Eufrosina (1795-1873).

### Ienăchiță Văcărescu
Din cauza ciumei, familia domnească s-a mutat la Cotroceni, acolo unde Zoe l-a întâlnit pe Ienăchiță Văcărescu. Ei se vizitaseră, în secret, în casa familiei Dudescu. Domnul aflase de iubirea dintre cei doi, dar nu putea face nimic, fiind mazilit de pe tronul Țării Românești în 1796.